# Flughafen Salta

i8
i11
i13
Der Flughafen Salta (offiziell: Aeropuerto Internacional de Salta Martín Miguel de Güemes) ist ein argentinischer Flughafen nahe der Stadt Salta in der Provinz Salta. Er gilt als der meistgenutzte Flughafen Nordargentiniens.
Der Ejército Argentino, die Landstreitkräfte Argentiniens, nutzen ihn parallel als Militärflugplatz.
Der Flughafen ist nach dem argentinischen General Martín Miguel de Güemes benannt, der aus der Stadt Salta stammt.

## Geschichte
Der Bau des Flughafens begann 1945 unter Präsident Perón, eröffnet wurde er 1949. Schon seit den 1950er Jahren werden internationale Flüge in die Nachbarländer durchgeführt. Der Flughafen wurde infolgedessen unter anderem beim Besuch des belgischen Königspaares 1964 und beim Besuch von Papst Johannes Paul II 1987 genutzt. Seit 1999 wird der Flughafen von Aeropuertos Argentinas 2000 betrieben. Seit 2000 steht auch ein neues Terminal.

## Militärische Nutzung
Die argentinischen Heeresflieger nutzen einen militärischen Bereich. Sie haben hier seit 2011 eine Helikopterstaffel stationiert, die Sección de Aviación de Ejército de Montaña 5, die der V. Gebirgsjägerbrigade, V Brigada de Montaña , unterstellt ist.

## Zivile Nutzung

### Fluggesellschaften und Flugziele
| Fluggesellschaft      | Ziele |
| --------------------- | --- |
| Aerolineas Argentinas | Buenos Aires-Jorge Newbery, Buenos Aires-Ezeiza, Cordoba, Resistencia, Mendoza, Neuquén, Puerto Iguazú, Rosario, São Paulo–Guarulhos |
| LATAM                 | Lima |
| Flybondi              | Buenos Aires-Jorge Newbery, Buenos Aires-Ezeiza, Cordoba                                                                             |
| JetSmart              | Buenos Aires-Jorge Newbery, Buenos Aires-Ezeiza, Mendoza, Neuquén                                                                    |
| Boliviana de Aviación | Santa Cruz |
| Quellen:              | |